# Alter-do-Chão
Pour les articles homonymes, voir Chao.

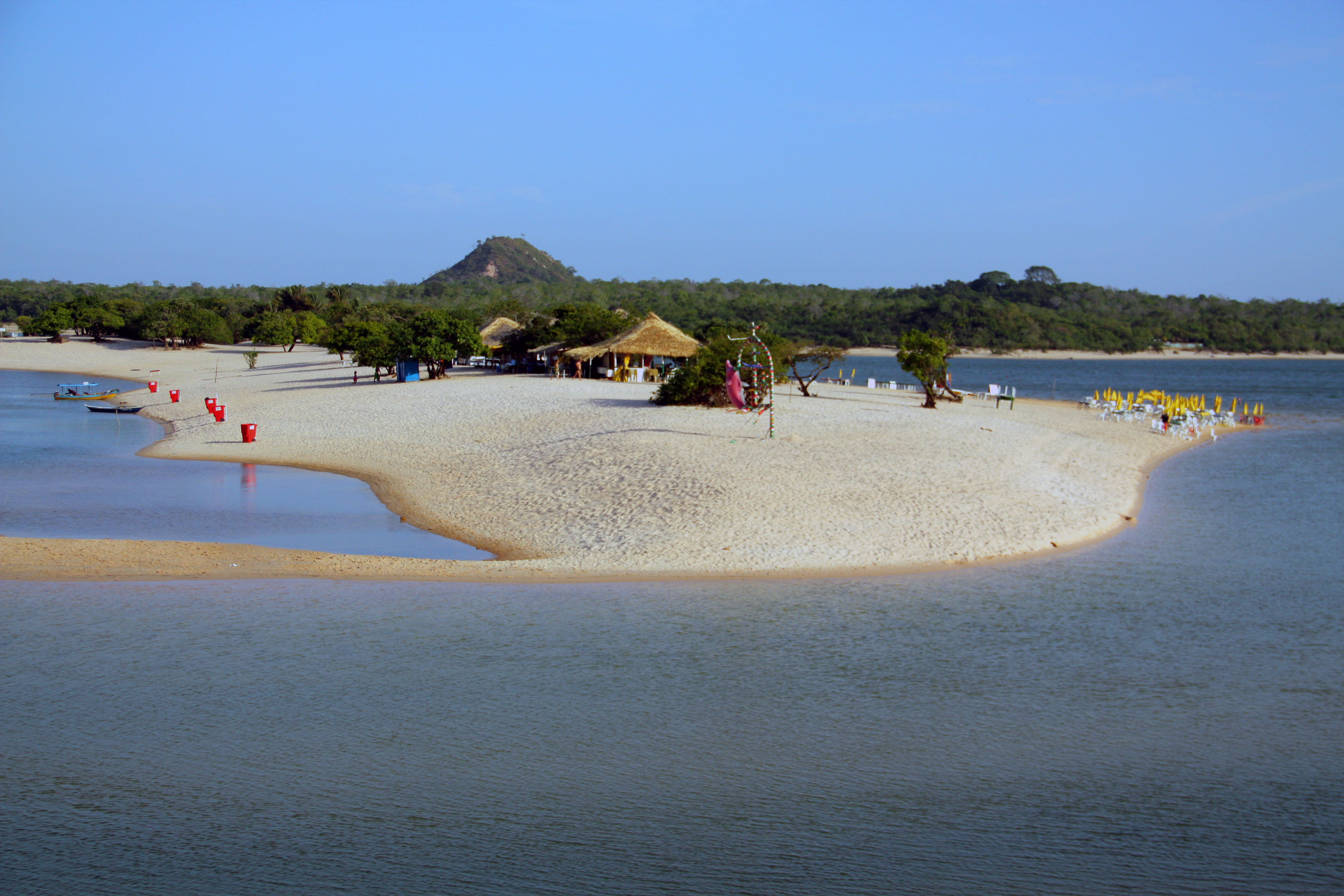
Plage d'Alter-do-Chão.

Alter-do-Chão est une localité de l'Amazonie brésilienne, située sur le Tapajós, affluent de l'Amazone, légèrement en amont de la confluence. Elle fait partie de la municipalité de Santarém, troisième plus grande ville de l'Amazonie, dont elle se trouve à 25 km du centre.

## Géographie
Cette ville s'est bâtie autour d'une lagune alimentée par plusieurs sources. Ces sources venues du sol se regroupent dans un lac naturel traversé durant la saison sèche par les berges du Tapajos. les berges de sable formant une corne dans la lagune donnent alors l'impression qu'une île apparaît. Avec ces plages au sable clair, de nombreuses personnes désignent cette lagune comme les "Caraïbes de l'Amazonie".

## Histoire
Les 2 000 habitants qui vivent à Alter-do-Chão sont composés de descendants des tribus Indiennes Borari, de caboclos issues du métissage historique entre les Indiens et les migrants Européens et de migrants contemporains venus du sud du Brésil pour développer une activité économique souvent liée au tourisme. En 2006, pour l'anniversaire de la ville, les professeurs du centre d'éducation infantile Cajueiro organisèrent avec les enfants de l'école des recherches pour déterminer les origines de la ville. Leurs recherches conclurent que les premières habitations furent construites il y a 248 ans.

## Fête du çairé

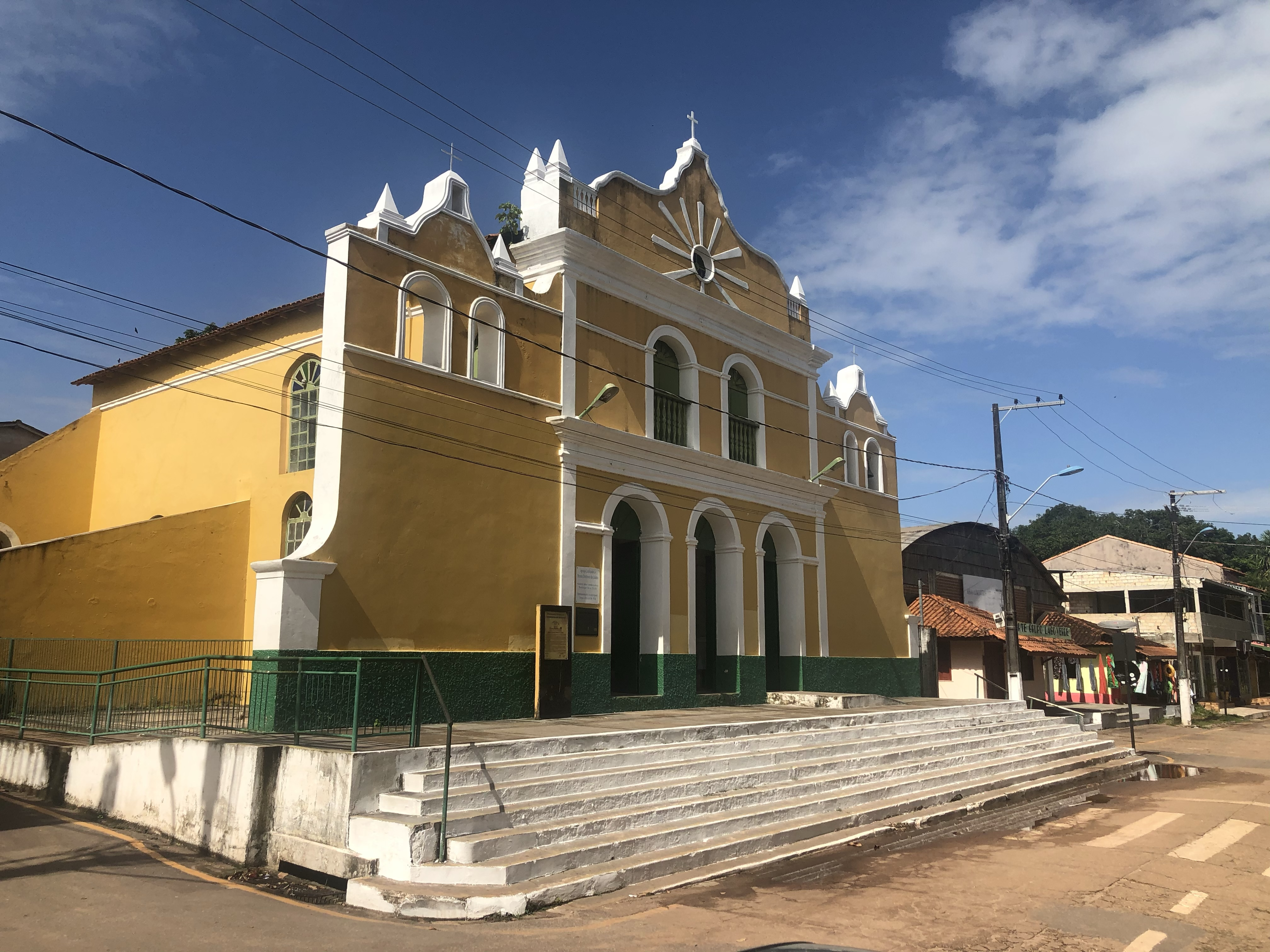
L'église Notre-Dame-de-la-Santé.

Les traditions locales sont l’expression du métissage entre les Indiens et les différents migrants. La ville d'Alter-do-Chão est connue dans la région pour la fête du çairé (ou sairé) qui se déroule la deuxième semaine de septembre. C'est à l'origine une fête religieuse introduite par les missions d'Amazonie par les Jésuites au XVIIe siècle. Elle subsiste encore aujourd'hui à Alter-do-Chão, fondé par la mission de Notre-Dame des Remèdes (es) (Nossa Senhora dos Remédios), dans le village des indigènes Boraris, en 1738. Arrêtée en 1943, elle a repris dans les années 1970.
De grands travaux sont entrepris pour faciliter la circulation, les pousadas (de) se font une beauté pour accueillir les centaines de touristes et des payottes sont construites sur la place centrale et celle du çairé pour permettre aux festivaliers de se restaurer. Les rues de la ville se remplissent de musiques, du parfum des poissons séchés, des viandes grillées et des vapeurs d’alcool dont la consommation se pratique sans modération. Le déplacement dans la ville devient frénétique, quelques danseurs improvisent une répétition pendant que les artisans (hippies) présentent leur travail aux passants pour essayer de se faire un petit pécule pour continuer leur voyage. Si Alter-do-Chão est habituellement un havre de paix et de tranquillité, pendant ces quatre jours, la ville catalyse tous les danseurs, les musiciens et les journalistes de la région.
Le premier jour est consacré à la partie religieuse avec la levée des mats qui place la fête traditionnelle Borari sous les auspices du catholicisme. Interdites pendant trente ans de 1943 à 1973, les cérémonies célèbrent les esprits de la faune et la flore de la forêt. L’alliance avec le Çairé, dauphin mythologique symbolisant la séduction, rappelle les origines amérindiennes des caboclos. En effet, issus du métissage entre les collecteurs de caoutchouc venus s’établir en Amazonie au milieu du XIXe siècle et les populations natives, l’identité culturelle des caboclos est présente dans toute l’Amazonie brésilienne. Démographiquement dominants ils occupent cependant un rôle social subalterne. Aussi, la fête du çairé est un moyen de valoriser le patrimoine culturel de la région.

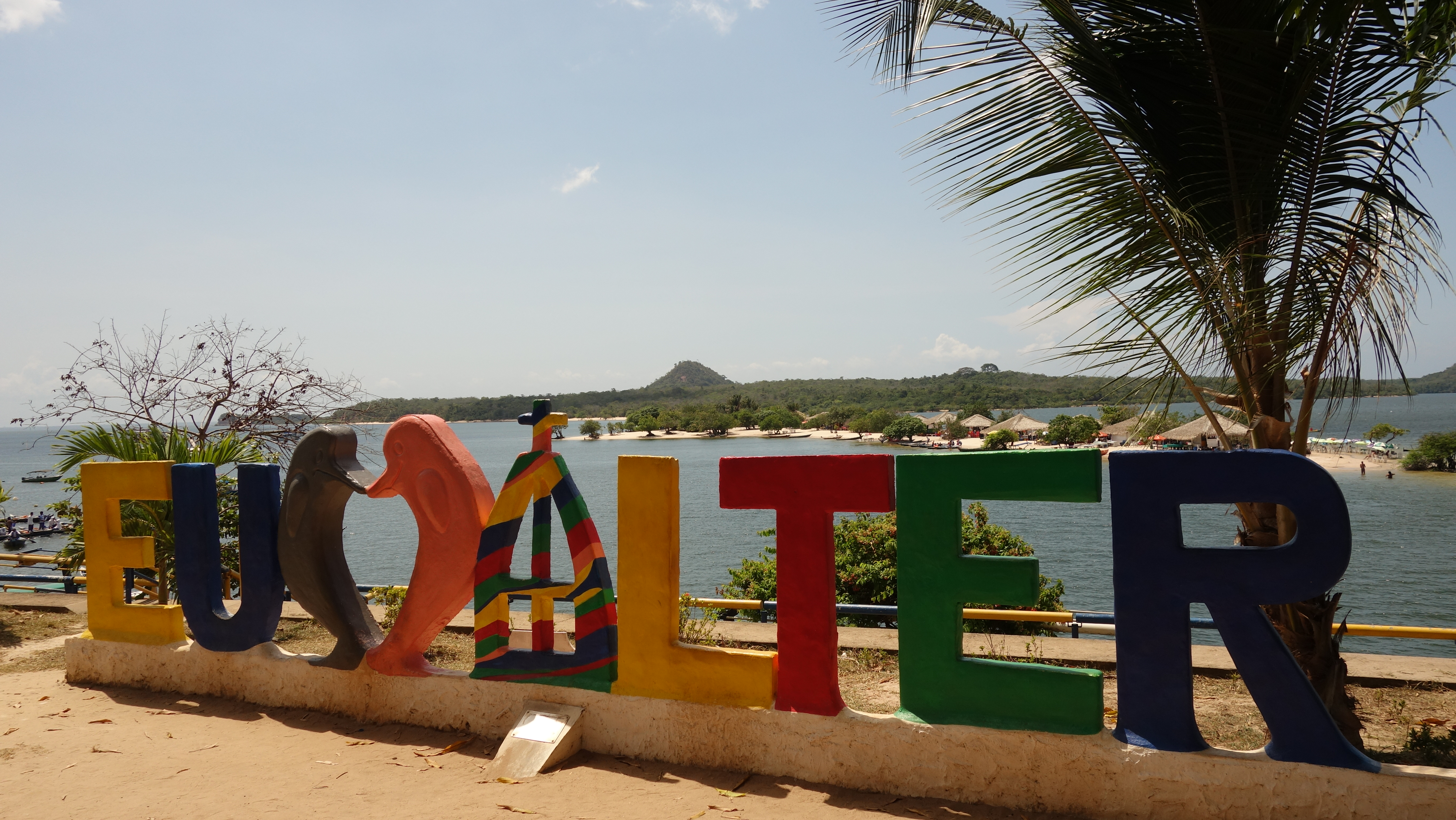
Nom de la ville avec les botos rose et bleu.

Composée d’un duel entre le dauphin rose (boto cor do rosa) et le dauphin bleu (boto Tucuxi), la population divisée en deux clans s’affronte par l’originalité des costumes et l’harmonie des danses qui, individuelles, en couple ou en groupe, font participer autant les jeunes que les personnes âgées. Sur le lago (la piste de danse), l’association des danseurs est organisée par une chorégraphie complexe, des cercles se forment, se recomposent en étoile, les groupes se mélangent avant de retrouver leur place. Les danseurs tournent sur eux-mêmes, des enfants courent imitant les bancs de poissons tandis que des princesses tentent par des mouvements sensuels de séduire les dauphins. Le public partagé en deux groupes face à face fait vibrer les tribunes : c’est à celui qui applaudira le plus fort. D’immenses chars font leur apparition, ils symbolisent la puissance du fleuve qui permet à la fois de remplir les nécessités de la vie mais rappelle également la fragilité des hommes face à la nature.
Pour le final, le plus grand char s’ouvre, des danseurs déguisés en hommes préhistoriques jaillissent ! Ils symbolisent les origines de l’établissement des êtres humains dans la région qui remonte à des millénaires comme l’attestent des peintures rupestres, les seules découvertes au Brésil. 

Le spectacle se termine, place au groupe de forró le plus connu du brésil : Fala Mansa. Le public envahit alors la piste de danse, la compétition finie, place aux réconciliations et à la séduction… Le Sairé c’est aussi l’occasion pour les familles de se rencontrer, de raviver le sentiment d’appartenance au groupe et pour les jeunes de trouver l’amour.